# Jacques-Édouard Alexis
Jacques-Édouard Alexis (ur. 21 września 1947 w Gonaïves) – haitański polityk, premier Haiti od 26 marca 1999 do 2 marca 2001 i od 9 czerwca 2006 do 5 września 2008.

## Życiorys
Alexis jest pracownikiem naukowym, pracującym na Wydziale Rolnictwa i Weterynarii na uniwersytecie państwowym w Port-au-Prince. Wcześniej, w latach 1990–1995 był pierwszym rektorem Uniwersytetu Quisqueya. 
Alexis został mianowany na urząd premiera przez prezydenta René Prévala 21 maja 2006 r. Jego nominacja w ciągu następnych trzech tygodni została zaakceptowana przez obydwie izby parlamentu. Został następnie zaprzysiężony wraz ze swym gabinetem 9 czerwca 2006.
W skład jego rządu wchodzili członkowie sześciu koalicyjnych partii, 
wliczając w to m.in. partię prezydenta Prévala Lespwa, partię Jeana-Bertranda Aristide’a Fanmi Lavalas.
Jacques-Édouard Alexis pełnił już funkcję premiera Haiti w okresie między 26 marca 1999 a 2 marca 2001 r.
12 kwietnia 2008 Senat wszystkimi 16 głosami zdymisjonował gabinet premiera Alexisa w następstwie demonstracji i protestów, jakie wybuchły na Haiti z powodu  wzrostu cen żywności i paliwa. Pełnił on jednak urząd do 5 września 2008, kiedy to po dwóch nieudanych próbach powołania nowego szefa rządu przez prezydenta, stanowisko premiera objęła Michèle Pierre-Louis. Startował w wyborach prezydenckich w latach 2010–2011.